# Львовская улица (Санкт-Петербург)
Льво́вская улица — улица в Красногвардейском районе Санкт-Петербурга. Проходит от Пискарёвского проспекта до улицы Маршала Тухачевского.

## История
Названа в честь князя Александра Дмитриевича Львова.
Улица известна с 1914 года; за время существования её статус и границы менялись. Первоначально проезд назывался Львовским проспектом; он проходил от Львовского переулка на север до Анникова проспекта (ныне проспект Маршала Блюхера). Львовский переулок же возник на 4 года раньше, и проходил от проспекта Императора Петра Великого (ныне Пискарёвского) на восток до Салтыковской улицы, ныне не существующей. В 1950-е годы переулок частично был упразднён, частично включён в Львовский проспект. В 1960-е годы был упразднён участок Львовского проспекта севернее улицы Маршала Тухачевского, вскоре после чего укоротившийся проспект получил статус улицы.

## Пересечения
- Пискарёвский проспект
- улица Маршала Тухачевского

## Транспорт
Ближайшая к Львовской улице станция метро — «Площадь Ленина».
До Львовской улицы можно также доехать от станции метро  «Новочеркасская» на автобусе № 132, от станции метро   «Площадь Александра Невского» на троллейбусе № 16 и автобусе № 132.